# 홍해의 기적

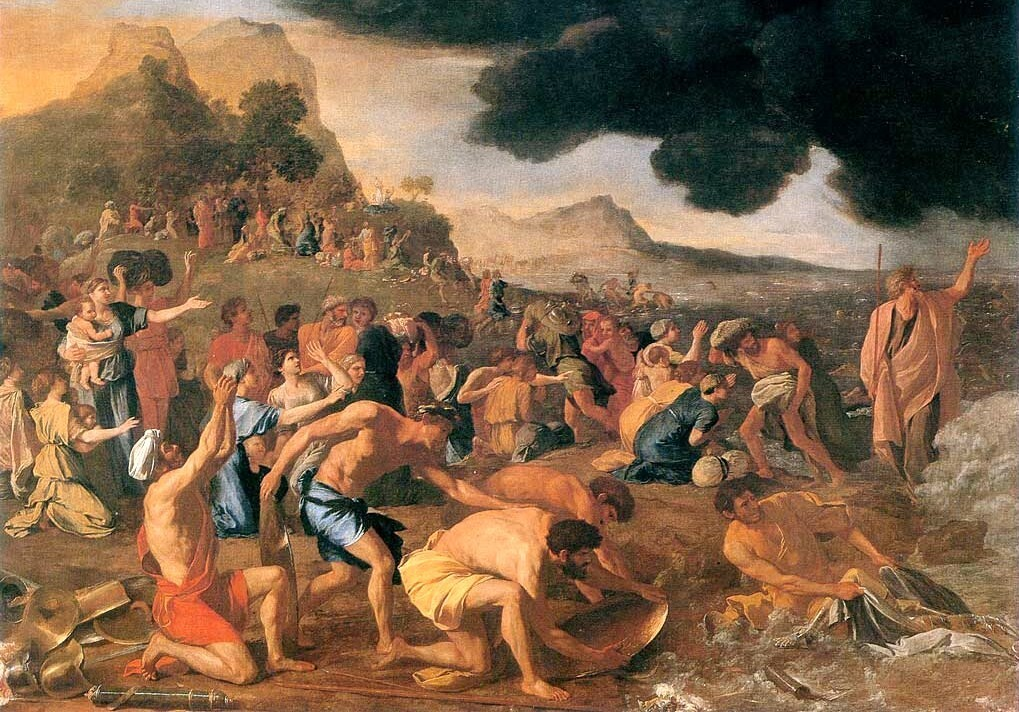

홍해의 기적, 또는 모세의 기적(히브리어: קריעת ים סוף, 영어: The crossing of the Red Sea)은 이스라엘 민족이 이집트에서 탈출할 때 모세가 홍해를 가른 기적이다. 모세가 지팡이를 들자 여호와가 바람으로 홍해를 갈랐고, 그 사이로 이스라엘 백성이 지나간 뒤 다시 지팡이를 흔들자 바다가 합쳐지면서 이집트 병사들이 몰살됐다고 한다. 출애굽기 14장에 묘사되어 있다.

## 내용
다음은 대한성서공회에서 발행한 《성경전서 개역한글판》의 출애굽기 14장 일부이다.
(전략)
15절: 여호와께서 모세에게 이르시되 너는 어찌하여 내게 부르짖느뇨 이스라엘 자손을 명하여 앞으로 나가게 하고
16절: 지팡이를 들고 손을 바다 위로 내밀어 그것으로 갈라지게 하라 이스라엘 자손이 바다 가운데 육지로 행하리라
(중략)
21절: 모세가 바다 위로 손을 내어민대 여호와께서 큰 동풍으로 밤새도록 바닷물을 물러가게 하시니 물이 갈라져 바다가 마른 땅이 된지라
22절: 이스라엘 자손이 바다 가운데 육지로 행하고 물은 그들의 좌우에 벽이 되니
23절: 애굽 사람들과 바로의 말들, 병거들과 그 마병들이 다 그 뒤를 쫓아 바다 가운데로 들어 오는지라
24절: 새벽에 여호와께서 불 구름기둥 가운데서 애굽 군대를 보시고 그 군대를 어지럽게 하시며
25절: 그 병거 바퀴를 벗겨서 달리기에 극난하게 하시니 애굽 사람들이 가로되 이스라엘 앞에서 우리가 도망하자 여호와가 그들을 위하여 싸워 애굽 사람들을 치는도다
26절: 여호와께서 모세에게 이르시되 네 손을 바다 위로 내어밀어 물이 애굽 사람들과 그 병거들과 마병들 위에 다시 흐르게 하라 하시니
27절: 모세가 곧 손을 바다 위로 내어밀매 새벽에 미쳐 바다의 그 세력이 회복된지라 애굽 사람들이 물을 거스려 도망하나 여호와께서 애굽 사람들을 바다 가운데 엎으시니
28절: 물이 다시 흘러 병거들과 기병들을 덮되 그들의 뒤를 쫓아 바다에 들어간 바로의 군대를 다 덮고 하나도 남기지 아니하였더라
(후략)

## 과학적 설명
러시아 상트페테르부르크 대학교에서 해양학을 연구하는 나움 볼칭어와 독일 함부르크의 연구자 알렉세이 안드로소프의 말에 따르면, 바람이 초당 68마일(109km) 속도로 밤새도록 불었다면 바다가 거의 바닥을 보일 만큼 갈라질 수 있다고 한다. 볼칭어는 3500년 전 4시간가량 바람이 불어 바다에 길이가 7킬로미터인 틈이 생겨났고, 30분 뒤 합쳐졌을 것이라고 밝혔다.
영국 케임브리지 대학교의 물리학자이자 《출애굽기에 나온 기적(The Miracles of Exodus)》을 저술하기도 했던 콜린 험프리는 "딱 그 순간 모든 조건이 절묘하게 맞아떨어졌다는 게 기적"이라고 했다.

## 주해
1. ↑  1961년 발행되어 2011년 12월 31일 저작재산권이 소멸하였으며, 대한성서공회는 저작인격권만을 지닌다.

## 같이 보기
- 십계 (1956년 영화)
- 시나이산
- 유월절
- 아슈라